# Конституционный референдум в Мьянме (2008)
Конституционный референдум в Мьянме (2008) — референдум, проведенный в Мьянме 10 мая 2008 года (в некоторых населенных пунктах 24 мая 2008 года) в соответствии с объявлением Государственного совета мира и развития в феврале 2008 года. По словам военного правительства, новая Конституция Мьянмы обеспечит создание «дисциплинированной процветающей демократии». В 2010 году последовали многопартийные выборы.

## Изменения
Среди изменений, которые предполагалось внести на референдуме, были следующие: 
- Четверть всех мест в парламенте будет зарезервирована для военных.
- Министерство внутренних дел будет находиться исключительно под контролем военных.
- Любому лицу, состоящему в браке с человеком, не являющимся гражданином Мьянмы, будет запрещено баллотироваться на пост президента. Многие международные СМИ предполагают, что это положение лишит лидера оппозиции Аун Сан Су Чжи права баллотироваться на пост президента, хотя ее британский муж умер в 1999 году.

## Результаты
Окончательные результаты не ожидались до конца мая; они были объявлены 30 мая 2008.
15 мая 2008 года хунта объявила, что конституция была одобрена 92,4% избирателей, заявив о 99% явке в двух третях региона, где проходило голосование.

## Критика
Циклон Наргис обрушился на Мьянму за несколько дней до референдума, и голосование было перенесено на 24 мая в наиболее пострадавших районах — 7 из 26 поселков в Ирравадди и 40 из 45 поселков в Янгоне. Генеральный секретарь ООН Пан Ги Мун призвал полностью отложить референдум, чтобы сосредоточиться на «национальной трагедии», но правительство отклонило это предложение. Хунта подверглась резкой критике за то, что перенаправила важнейшие ресурсы на проведения референдума, а не на помощь пострадавшим. Так, правительство высылало беженцев из убежищ, таких как школы, чтобы их можно было использовать в качестве избирательных участков. 
6 мая 2008 года Конгресс США осудил конституцию Мьянмы и референдум, проголосовав 413-1 (голос «против» подал Рон Пол).